# 聖バルトロマイの殉教 (リベーラ、1634年)
『聖バルトロマイの殉教』（せいバルトロマイのじゅんきょう、西: Martirio de San Bartolomé、英: The Martyrdom of Saint Bartholomew）は、17世紀スペイン・バロック期の巨匠ホセ・デ・リベーラがキャンバス上に油彩で描いた絵画である。1810年に第2代アシュバートン男爵リチャード・ダニングに購入され、彼の義理の叔父コアハウス卿ジョージ・クランストンに贈られた作品であるが、それ以前の来歴はわかっていない。その後、クランストン家に継承され、1983年、1990年と2度にわたりサザビーズで競売に掛けられた後、ナショナル・ギャラリー (ワシントン) に購入された。

## 作品
聖バルトロマイは十二使徒の1人で、イエス・キリストの昇天後、アルメニアで全身の皮を剥がされ殉教した。この聖人の主題は、対抗宗教改革時代のイタリアとスペインで人気のあるものであった。

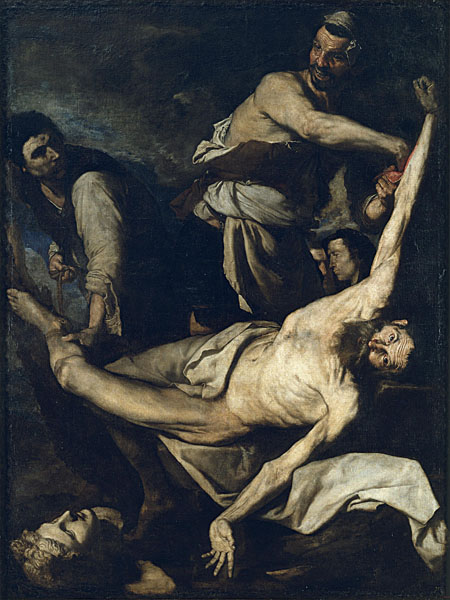
ホセ・デ・リベーラ『聖バルトロマイの殉教』 (1644年)、カタルーニャ国立美術館、バルセロナ

本作は、バルトロマイが生きたまま身体の皮を剥がされる前の姿を表している。聖人の身体はキャンバスの外へ突き出てくるように見え、鑑賞者は自身を照らす神秘的な光を抱こうとする聖人に共感するよう意図されている。彼の射抜くような眼、開いた口、懇願するような左手は、神との深い意思疎通を物語る。しかし、この手はまた、鑑賞者の注意を象徴的に十字架型になっている彼の拷問具に向ける。バルトロマイの厚い信仰心に気おされ、処刑人は動きを止めたかのように見える。彼の眉間に寄せられた皺と部分的に光に照らされた顔は一瞬、自身の行動に疑問を持っていること、そして改宗の可能性を示唆している。
光と陰の大胆なコントラストと徹底した自然主義は、イタリア・バロック期の巨匠カラヴァッジョの影響を示している。リベーラはカラヴァッジョの作品をローマと、1616年から死去するまで居住したナポリで見たのであろう。しかし、カラヴァッジョとは異なり、リベーラは様々な筆触と質感表現により画面を生き生きとしたものにし、鑑賞者がこの心理的に濃密な絵画により深く関わることを可能にしている。なお、画家は、本作を描いた10年後の1644年にも構図の異なる『聖バルトロマイの殉教』 (カタルーニャ国立美術館、バルセロナ) を制作している。